# Hoar Cross
Hoar Cross – wieś w Anglii, w hrabstwie Staffordshire, w dystrykcie East Staffordshire. Leży 22 km na wschód od miasta Stafford i 183 km na północny zachód od Londynu.